# 大橋毅彦
大橋 毅彦（おおはし たけひこ、1955年 - ）は、日本近代文学研究者、関西学院大学教授。

## 略歴
東京都生まれ。1987年早稲田大学大学院文学研究科博士後期課程満期退学。共立女子第二中学高等学校教諭。甲南女子大学教授などを経て、2004年関西学院大学文学部教授。2016年「昭和文学の上海体験」で早大文学博士。2018年『昭和文学の上海体験』でやまなし文学賞受賞。

## 著書
- 『室生犀星への/からの地平』若草書房 2000 ISBN 4948755605
- 『昭和文学の上海体験』 (関西学院大学研究叢書) 勉誠出版 2017 ISBN 978-4585291404

### 共編著
- 「「吉野葛」の世界」紅野敏郎（編著）『論考谷崎潤一郎』桜楓社、1980年5月。全国書誌番号:80028945、NCID BN0025139X。
- 『佐藤春夫と室生犀星 詩と小説の間』佐久間保明共編 有精堂出版 日本文学研究資料新集、1992 ISBN 4640309724
- 『上海1944-1945 武田泰淳『上海の螢』注釈』趙夢雲,竹松良明,山崎眞紀子,松本陽子, 木田隆文共編著・注釈 双文社出版 2008 ISBN 978-4881645840
- 『新聞で見る戦時上海の文化総覧 「大陸新報」文芸文化記事細目』(書誌書目シリーズ) 竹松良明, 趙夢雲,山﨑眞紀子,鈴木将久,木田隆文, 関根真保, 松本陽子共編著. ゆまに書房 2012 ISBN 978-4843339183
- 「沸きたつライシャム」関根真保・藤田拓之（共編）『上海租界の劇場文化 : 混淆・雑居する多言語空間』勉誠出版、2015年4月。ISBN 978-4585226499
- 『戦時上海のメディア 文化的ポリティクスの視座から』髙綱博文,石川照子,竹松良明共編著 研文出版 2016 ISBN 978-4876364121